# Korfbal League 2009/10
Het Korfbal League seizoen 2009/10 is de 5e editie van de Korfbal League. De Korfbal League is de hoogste competitie in het Nederlandse zaalkorfbal.
De opzet van de competitie opzet bleef hetzelfde; 1 poule met 10 teams. Elk team speelt 1 thuis-en uitwedstrijd tegen elk ander team. Aan het einde van de competitie strijden de nummers 1 t/m 4 volgens het play-offsysteem (best-of-3) om een plaats in de zaalfinale. De finale werd gespeeld in Ahoy, Rotterdam.
Het team dat als laatste eindigde, degradeerde direct terug naar de Hoofdklasse. De Hoofdklasse kampioen promoveert direct naar de Korfbal League van volgend jaar.
De nummer 9 van de Korfbal League moet via 1 promotie/degradatie-duel strijden tegen degradatie. De tegenstander in dit duel is de verliezend Hoofdklasse finalist. Ook dit betreft 1 wedstrijd.
In dit seizoen maakt OVVO/De Kroon hun entree in de Korfbal League. 
Ook in dit seizoen heeft de Korfbal League een officiële naamsponsor, namelijk Lotto. 

## Teams
In dit seizoen zullen 10 teams deelnemen aan het hoofdtoernooi in de Korfbal League. Vervolgens zullen 4 teams strijden om een finale plek in Ahoy, in de play-offrondes. Daarnaast maken de nummers 1 en 2 van de Hoofdklasse A en B kans om volgend jaar in de Korfbal League te spelen.
| Club                 | Plaats           | Coach                      |
| -------------------- | ---------------- | -------------------------- |
| Blauw-Wit/HavenFD    | Amsterdam        | Jan Niebeek                |
| DeetosSnel/Volhuis   | Dordrecht        | Hans Leeuwenhoek           |
| DOS'46 Engeldot      | Nijeveen         | Daniël Hulzebosch          |
| Nic./Alfa-college    | Groningen        | Mike Vlietstra             |
| Fortuna/MHIR         | Delft            | Gert-Jan Kraaijeveld       |
| Dalto                | Driebergen       | Herman van Gunst           |
| Koog Zaandijk        | Koog aan de Zaan | Jenne Warrink & Wim Bakker |
| OVVO/De Kroon        | Maarssen         | Frits Wip                  |
| PKC/LukassenBoer     | Papendrecht      | Ben Crum                   |
| TOP/Wereldtickets.nl | Sassenheim       | Hans Heemskerk             |

## Seizoen
In de Korfbal League speelt elk team 18 wedstrijden, waarbij er thuis 9 worden gespeeld en 9 uitwedstrijden worden gespeeld.
De nummers 1, 2, 3 en nummer 4 zullen zich plaatsen voor de play-offs, voor een "best of 3". De winnaars tussen de teams zullen zich plaatsen voor de finale in Ahoy, waar ook de A Junioren Finale wordt gespeeld. Echter degradeert de nummer 10 meteen naar de Hoofdklasse. De nummer 9 zal het opnemen tegen de verliezend finalist van de promotie playoffs.
| pos | club                  | gs | w  | g | v  | pnt | dv  | dt  | dt  |
| --- | --------------------- | -- | -- | - | -- | --- | --- | --- | --- |
| 1.  | Koog Zaandijk         | 18 | 15 | 1 | 2  | 31  | 496 | 399 | +97 |
| 2.  | Dalto/DSB Bank        | 18 | 12 | 0 | 6  | 24  | 481 | 432 | +49 |
| 3.  | Fortuna/MHIR          | 18 | 12 | 0 | 6  | 23  | 403 | 360 | +43 |
| 4.  | PKC/LukassenBoer      | 18 | 10 | 1 | 7  | 21  | 392 | 404 | -12 |
| 5.  | DOS'46                | 18 | 9  | 1 | 8  | 19  | 400 | 382 | +18 |
| 6.  | TOP/Wereldtickets.nl  | 18 | 8  | 1 | 9  | 17  | 423 | 429 | -6  |
| 7.  | Nic./Alfa-College     | 18 | 6  | 2 | 10 | 14  | 392 | 430 | -38 |
| 8.  | AKC Blauw-Wit/HavenFD | 18 | 5  | 3 | 10 | 13  | 402 | 433 | -31 |
| 9.  | OVVO/De Kroon         | 18 | 5  | 0 | 13 | 10  | 375 | 442 | -67 |
| 10. | DeetosSnel/Volhuis    | 18 | 3  | 1 | 14 | 7   | 363 | 416 | -53 |

## Play-offs en Finale
|  | Halve finale | Halve finale  | Halve finale  | Halve finale | Halve finale     |    |       | Finale           | Finale           | Finale           | Finale           | Finale           |
|  |              |               |               |              |                  |    |       |                  |                  |                  |                  |                  |
|  | 3            | Fortuna/MHIR  | 18            | 19           |                  |    |       |                  |                  |                  |                  |                  |
|  | 2            | Dalto         | 26            | 25           |                  |    |       |                  |                  |                  |                  |                  |
|  | 2            | Dalto         | 26            | 25           |                  | 2  | Dalto | 20               |                  |                  |                  |                  |
|  |              |               |               |              |                  | 2  | Dalto | 20               |                  |                  |                  |                  |
|  |              | 1             | Koog Zaandijk | 22           |                  |    |       |                  |                  |                  |                  |                  |
|  | 4            | 1             | Koog Zaandijk | 22           | PKC/LukassenBoer | 15 | 25    | 19               |                  |                  |                  |                  |
|  | 4            |               |               |              | PKC/LukassenBoer | 15 | 25    | 19               |                  |                  |                  |                  |
|  | 1            | Koog Zaandijk | 24            | 24           | 25               |    |       | Bronzen medaille | Bronzen medaille | Bronzen medaille | Bronzen medaille | Bronzen medaille |
|  |              |               |               |              |                  |    | 3     | Fortuna/MHIR     | 22               |                  |                  |                  |
|  |              |               |               |              |                  |    |       | 4                | PKC/LukassenBoer | 18               |                  |                  |

| Kampioen van Nederland     |
| -------------------------- |
| Koog Zaandijk Tweede titel |

## Promotie
Directe promotie naar de Korfbal League vindt plaats in de kampioenswedstrijd tussen de kampioen van Hoofdklasse A en B.
| Hoofdklasse Finale |               |    |
|                    |               |    |
| H1                 | KVS           | 27 |
| H2                 | DVO/Accountor | 26 |

KVS promoveert hierdoor direct naar de Korfbal League 2010/11

## Promotie/Degradatie
De nummer 9 van de Korfbal League speelt na de Hoofdklasse Finale een best-of-3 serie play-down tegen de verliezend Hoofdklasse finalist.
De winnaar van deze serie zal acteren in Korfbal League 2010/11
| Ontknoping |               |    |
|            |               |    |
| 9          | OVVO/De Kroon | 16 |
| H2         | DVO/Accountor | 17 |

Hierdoor promoveert DVO/Accountor naar de Korfbal League

## Prijzen
Zoals elk jaar worden er de jaarlijkse korfbal prijzen verdeeld. In dit seizoen zijn dit de prijswinnaars:
| Award                       | Winnaar                                | Club          |
| --------------------------- | -------------------------------------- | ------------- |
| Beste Speler                | Leon Simons                            | PKC           |
| Beste Speelster             | Kim Cocu                               | Koog Zaandijk |
| Beste coach                 | Ben Crum                               | PKC           |
| ERIMA beste arbitrage       | Marco van der Lucht & Arnold Alexander |               |
| Debutant van het Jaar       | Ricky Wu                               | Nic.          |
| Talente van het Jaar        | Nadhie den Dunnen                      | PKC           |
| Meest Waardevolle Speler    | Jos Roseboom                           | Dalto         |
| Meest Waardevolle Speelster | Sabrina Bijvank                        | DOS'46        |

## Topscoorders

### Topscorers bij de Dames
| #  | Naam                  | Club                 | Goals | Wed |
| -- | --------------------- | -------------------- | ----- | --- |
| 1. | Roxanna Detering      | Koog Zaandijk        | 95    | 21  |
| 2. | Sabrina Bijvank       | DOS'46/Engeldot      | 72    | 18  |
| 3. | Mirjam de Kleijn      | DOS'46/Engeldot      | 65    | 17  |
| 4. | Rianne Echten         | Nic./Alfa-College    | 51    | 18  |
| 5. | Bregtje van Drongelen | TOP/Wereldtickets.nl | 48    | 14  |

### Topscorers bij de Heren
| #  | Naam            | Club                 | Goals | Wed |
| -- | --------------- | -------------------- | ----- | --- |
| 1. | Jos Roseboom    | Dalto                | 151   | 18  |
| 2. | Tim Bakker      | Koog Zaandijk        | 151   | 19  |
| 3. | Leon Braunstahl | TOP/Wereldtickets.nl | 136   | 18  |
| 4. | Leon Simons     | PKC/LukassenBoer     | 134   | 21  |
| 5. | Bob de Jong     | Dalto                | 128   | 18  |